# Prolacerta broomi
La prolacerta (Prolacerta broomi) è un rettile diapside estinto, vissuto nel Triassico inferiore (circa 235 milioni di anni fa), appartenente all'ordine dei prolacertiformi (Prolacertiformes). I suoi resti sono stati ritrovati in Sudafrica.

## Descrizione
Per molti anni dopo la scoperta dei fossili, questo animale fu ritenuto un antico antenato delle lucertole, come indica il nome. In effetti l'aspetto della prolacerta, lunga circa un metro e mezzo, assomigliava molto a quello di una grossa lucertola, o ancor meglio a quello di un varano. Le notevoli differenze riguardano principalmente il collo, lungo e robusto, e il cranio, più primitivo di quello delle vere lucertole. In effetti la prolacerta appartiene ai protorosauri, un gruppo di rettili primitivi dall'incerta collocazione sistematica. Sembra comunque che queste forme fossero i più primitivi tra gli arcosauromorfi, ovvero quel clade che comprende anche coccodrilli e dinosauri. Tra i parenti più prossimi della prolacerta vi sono Protorosaurus e il bizzarro Tanystropheus.